# Alpenklassieker 1994
De 4e editie van de Alpenklassieker (Frans: Classique des Alpes 1994) vond plaats op 21 mei 1994. 

## Uitslag
| rang | renner                 | land        |
| ---- | ---------------------- | ----------- |
| 1    | Oliverio Rincón        | Colombia    |
| 2    | Laurent Roux           | Frankrijk   |
| 3    | Ronan Pensec           | Frankrijk   |
| 4    | Ignacio Garcia Camacho | Spanje      |
| 5    | Richard Virenque       | Frankrijk   |
| 6    | Peter Meinert-Nielsen  | Denemarken  |
| 7    | Laurent Dufaux         | Zwitserland |
| 8    | Eric Caritoux          | Frankrijk   |
| 9    | Dieter Runkel          | Zwitserland |
| 10   | Bart Voskamp           | Nederland   |

1991 · 1992 · 1993 · 1994 · 1995 · 1996 · 1997 · 1998 · 1999 · 2000 · 2001 · 2002 · 2003 · 2004